# Катарина (роман)
Катарина (енгл. Katherine) је историјски романам америчке списатељице Ање Сетон који је премијерно објављен 1954. године. Радња књиге прати историјски важну љубавну аферу између Катарине Свинфорд и Џона од Гента, војводе од Ланкастера и трећег сина Едварда III Плантагенета. Роман обухвата временски период од тренутка када Катарина завршава своје образовање у манастиру а завршава се недуго након удаје за кнеза 1396. године.
Би-Би-Си је роман Катарина 2003. године уврстао на листи 100 најбољих романа свих времена и то рангирајући га на 95. месту.